# Міріам (пророчиця)
Міріам (івр. מִרְיָם, Мір'ям; в Септуагінті Μαριάμ, в Вульгаті Maria), дочка Амрама і Іохаведи — Міріам-пророчиця, старша сестра Аарона і Мойсея (2 М. 15:20).

## Біблія

Міріам співає гімн Господу

Вперше Міріам згадується в розповідях про раннє дитинство Мойсея. Коли його мати, в силу жорстокого наказу фараона, не могла довше тримати у себе свого тримісячного хлопчика і змушена була залишити його на річці, старша дочка Міріамі здалеку спостерігала за опущеною в Ніл в кошику дитиною, і коли кошик з дитиною витягнула з води дочка фараона, сестра врятованого Мойсея запропонувала царівні привести для нього годувальницю з єврейок. Привела вона свою матір, якій і доручили вигодувати власну дитину (2 М. 2:1-9).
Про життя Міріамі в Біблії розповідається мало. Після чудесного переходу євреїв через Червоне море пророчиця Міріам співала гімн Господу на чолі хору з жінок, що танцювали і грали на литаврах (2 М. 15: 20,21). Далі розповідається, що в покарання за ремствування Міріамі і Аарона з приводу одруження Мойсея на ефіопці Міріам була уражена проказою і була ізольована на сім днів (4 М. 12).
Її пророчий дар, як і дар Аарона, ставиться нижче пророчого дару Мойсея (4 М. 12:5-8). Проте вона, разом з Мойсеєм і Аароном, вважається посланником Божим для керівництва євреями під час їх скитань по пустелі (Мих. 6:4).
Міріам померла на 40-му році після Виходу з Єгипту в місті Кадеш, де і була похована (4 М. 20:1).

## У єврейських переказах

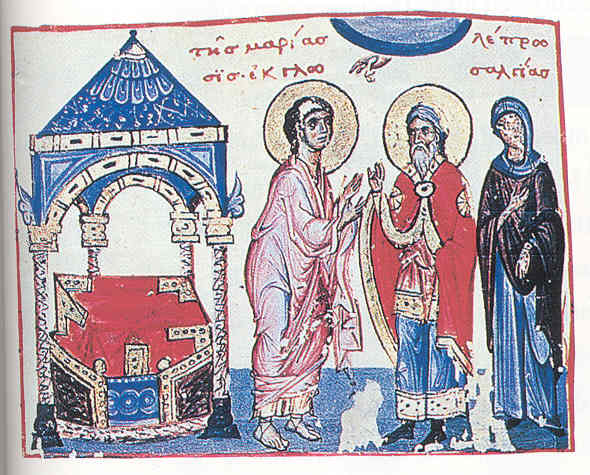
Міріам і Аарон перед Мойсеєм.

Міріам народилася в той час, коли єгиптяни гнобили євреїв непосильними податками (2 М. 1:14), тому її ім'я може також означати «гіркі».
Вона називалася також «Пуа» і, подібно до своєї матері, була повитухою, у віці п'яти років вона була вже в стані допомагати останній.
Міріам мала сміливість сказати фараону, що він може бути покараний Богом за жорстоке ставлення до Ізраїлю, чим піддала своє життя великій небезпеці.
Коли її батько, Амрам, віддалився від її матері через жорстоке розпорядження про побиття немовлят, Міріам вмовила батька повернутися до матері; вона співала й танцювала в день повторного шлюбу своїх батьків. Вона передбачила батькові, що в нього народиться син, який визволить Ізраїль від єгипетського рабства. Коли народився Мойсей, її батько поцілував дочку, кажучи: «Твоє пророцтво, моя дочка, виповнилося». Але потім, коли довелося кинути дитину в річку, батьки стали дорікати їй. Міріам пішла до річки (2 М. 2:4), щоб бачити, яким чином збудеться її пророцтво.
Міріам називалася також іменами: Ефрата, Хела, Наара, Азува, Іеріот, Цогар, Церет, Етна і Ахархел, які дані були їй з різних приводів: Міріам була дружиною Калева бен-Єфунне або бен-Хецрон, якому народила сина Ора (Хура). Коли вона змарніла (звідси її ім'я Хела), чоловік покинув її (звідси ім'я Азува), та згодом вона поправилася, виглядала зовсім молодою (звідси ім'я Наара), і вона повернулася в будинок чоловіка.
Міріам була прародителькою Веселеїла (Бецалеля), будівельника скинії, і царя Давида.
Міріам вважається також рятівницею Ізраїлю. За заслуги Міріамі євреїв в пустелі супроводжувало чудесне джерело (криниця Міріам) з якого безперервно текла вода. Зі смертю Міріамі це джерело зникло.
Міріам, подібно до Мойсея й до Аарона, померла від небесного поцілунку, так як ангел смерті не мав доступу до неї; хробаки також не можуть торкнутися її тіла.